# Travessia de la Font (Sant Mori)
La Travessia de la Font és una via pública de Sant Mori (Alt Empordà) inclosa a l'Inventari del Patrimoni Arquitectònic de Catalunya.

## Descripció
Situada dins del nucli antic de la població de Sant Mori, al bell mig del casc, a la plaça de la Rectoria, donant sortida des del nucli cap a la banda de llevant, al carrer dels Horts.
Es tracta d'un estret corredor situat entre dos habitatges, en sentit descendent des de la plaça cap a la part est del nucli. Està cobert amb un tram de volta rebaixada, bastida amb maons disposats a pla, i un altre tram que conserva restes de l'encanyissat original i pedres desbastades disposades a sardinell, a l'arc lateral. Al mig dels dos trams hi ha una part bastida amb pedruscall i abundant morter de calç. La volta es recolza en els murs laterals dels habitatges.